# اسپارسویل (لوئیزیانا)
اسپارسویل (به انگلیسی: Spearsville) شهری در ایالت لوئیزیانا کشور ایالات متحده آمریکا است که جمعیت آن در سرشماری سال ۲۰۱۰ میلادی، ۱۳۷ نفر بوده‌است.